# Granville Sharp
Pour les articles homonymes, voir Sharp.
Granville Sharp, né en Angleterre à Durham le 10 novembre 1735, mort le 6 juillet 1813 à Fulham, est un savant britannique converti au christianisme évangélique et l'un des pionniers de la lutte pour l'abolition de l'esclavage, « premier héros anglais de l'abolition »,.

## Biographie

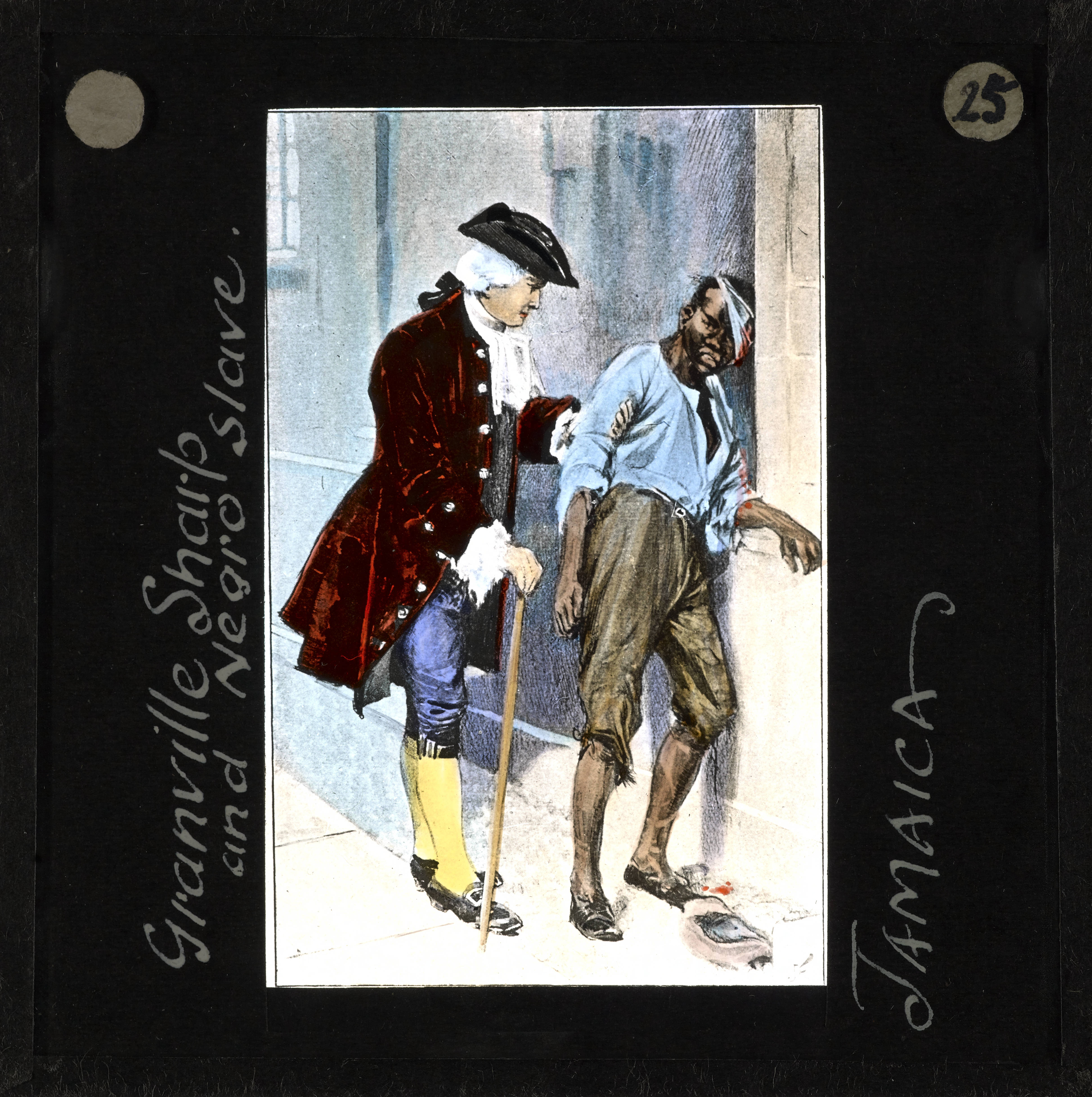

Greffier de justice diplômé de droit,, Granville Sharp engage sa lutte pour l'abolition de l'esclavage par la rédaction et la publication d'une réfutation détaillée de la doctrine des officiers de justice York et Talbot, doctrine qui justifie la chasse aux esclaves fugitifs en Grande-Bretagne : ils avaient établi en 1729 que des esclaves baptisés ou débarquant sur le sol britannique ne pouvaient en arguer pour réclamer leur libération, dans la mesure où cela ne suffisait pas à faire d'eux des hommes libres. Trois ans plus tard, en 1772, Sharp prolonge cet effort théorique par une action judiciaire. Il s'engage en effet dans la défense d'un esclave américain baptisé en Angleterre qui a fui son maître et qui réclame sa libération, James Somerset. Granville Sharp obtient à cette occasion que le Lord Chief of Justice, Lord Mansfield, reconnaisse que rien dans le droit positif anglais ne permet de maintenir en servitude un esclave fugitif sur le sol britannique, et que dès lors tous les esclaves posant le pied sur le sol de la Grande-Bretagne peuvent être proclamés libres s'ils échappent à leur maître. 
La lutte n'est cependant pas toujours couronnée de succès. Ainsi, avec l'aide d'un esclave affranchi devenu une figure de la cause abolitionniste, Olaudah Equiano, Granville Sharp cherche en 1783 à faire avancer la cause abolitionniste en faisant valoir qu'un esclave n'est pas, sur un navire, une « marchandise » comme les autres. En effet, le propriétaire du navire négrier Zong, dont le capitaine a été « contraint » en 1781 de jeter à la mer sa cargaison de 132 esclaves touchée par une épidémie afin d'éviter la contagion, s'adresse aux tribunaux britanniques pour déterminer s'il est légitime qu'il soit indemnisé par son assurance comme on pouvait l'être en pareil cas quand il s'agissait d'animaux. Malgré les efforts de Sharp, le Lord Chief Justice Mansfield conclut que, « si choquant que ce fût, le cas des esclaves était exactement assimilable à celui des chevaux ». 

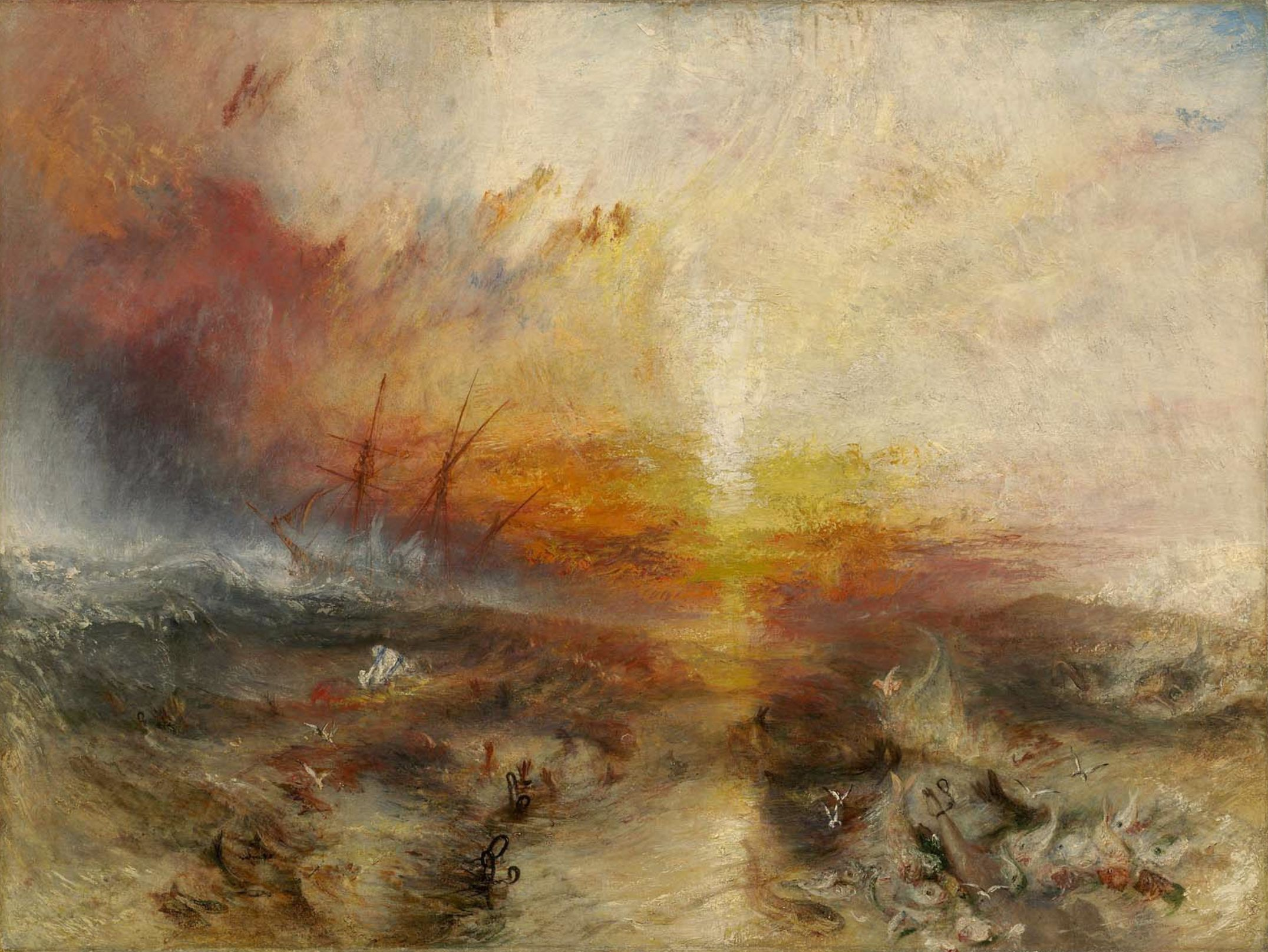
Le Négrier de Turner est inspiré de l'affaire du Zong.

Sharp fonde par ailleurs la Société pour la conversion des Juifs au christianisme et la British and Foreign Bible Society (« Société biblique britannique et internationale »), qui existe toujours en 2008, membre de l'Alliance biblique universelle.